# Madden NFL 07
Madden NFL 07 es un videojuego de fútbol americano, que fue lanzado el 22 de agosto de 2006. Es también un título de lanzamiento para el PlayStation 3 y según se informa, de la Wii. Es el juego número 17 en la serie de Madden NFL, el nombre viene del comentarista televisivo de la NBC John Madden que actualmente retransmite el espacio NBC Sunday Night Football y que participa en el videojuego. En la portada del juego aparece Shaun Alexander, jugador de los Seattle Seahawks y nombrado jugador más valioso (NFL MVP Award) del año 2005.

## Banda sonora
- 30 Seconds to Mars - "Battle Of One"
- A Fire Inside - "Summer Shudder"
- Al Fatz - "Came Down"
- Anti-Flag - "This Is The End (For You My Friend)"
- Arctic Monkeys - "I Bet You Look Good on the Dancefloor"
- Atreyu - "Ex's And Oh's"
- Audioslave - "Revelations"
- Bishop Lamont con Chevy Jones - "The Best"
- Cartel (banda) - "Say Anything (Else)"
- Cord - "Go Either Way"
- Damone - "Out Here All Night"
- Dashboard Confessional - "Reason To Believe"
- Dynamite MC - "Bounce"
- Feezy 350 - "Playa What"
- Glasses Malone - "Right Now"
- Green Day - "American Idiot (canción)" (edición "Hall of Fame")
- Haley Hunt, Goose y Reason - "Won't Stop Runnin"
- Hit the Lights - "Until We Get Caught"
- Keane - "Is It Any Wonder?"
- Less Than Jake - "A Still Life Franchise"
- Lupe Fiasco con Jonah Matranga - "The Instrumental"
- Matchbook Romance - "Monsters"
- Omnisoul - "Not Giving Up"
- Rise Against - "Drones"
- Riverboat Gamblers - "On Again Off Again"
- Sam Spence (NFL Films) - "A Chilling Championship"
- Sam Spence (NFL Films) - "A Golden Boy Again"
- Sam Spence (NFL Films) - "A New Game"
- Sam Spence (NFL Films) - "Classic Battle"
- Sam Spence (NFL Films) - "Magnificent Eleven"
- Sam Spence (NFL Films) - "Ramblin' Man From Gramblin'"
- Sam Spence (NFL Films) - "Round-Up"
- Sam Spence (NFL Films) - "Salute to Courage"
- Sam Spence (NFL Films) - "The Equalizer"
- Sam Spence (NFL Films) - "The Final Quest"
- Sam Spence (NFL Films) - "Up She Rises"
- Saves the Day - "Head For The Hills"
- Shorty Da Kid - "Get Loose"
- Spank Rock - "Backyard Betty"
- Sparta - "Taking Back Control"
- Taking Back Sunday - "Spin"
- The Panic Channel - "Teahouse Of The Spirits"
- The Pink Spiders - "Easy Way Out"
- The Rapture - "WAYUH"
- The Red Jumpsuit Apparatus - "In Fate's Hands"
- The Sleeping - "Don't Hold Back"
- Trae - "Real Talk"
- Underoath - "You're Ever So Inviting"
- Wolfmother - "Woman"

- Datos: Q2290200